# Leichtathletik-Weltmeisterschaften 1993/400 m Hürden der Männer

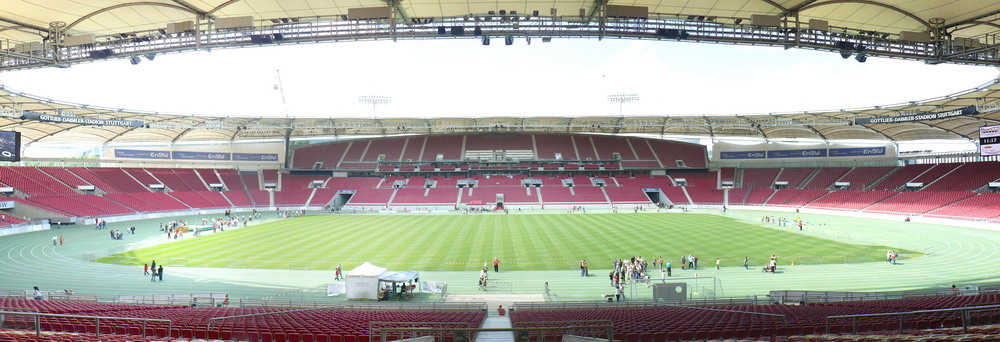
Das Stuttgarter Gottlieb-Daimler-Stadion im Jahr 2007

Der 400-Meter-Hürdenlauf der Männer bei den Leichtathletik-Weltmeisterschaften 1993 wurde vom 16. bis 19. August 1993 im Stuttgarter Gottlieb-Daimler-Stadion ausgetragen.
Weltmeister wurde der US-amerikanische Olympiasieger von 1992 und Weltrekordinhaber Kevin Young. Er gewann vor dem Titelverteidiger Samuel Matete aus Sambia. Bronze ging an den Vizeweltmeister von 1991 Winthrop Graham aus Jamaika, der mit der 4-mal-400-Meter-Staffel seines Landes 1988 Olympiasilber und 1991 WM-Bronze errungen hatte.

## Rekorde

### Bestehende Rekorde
| Weltrekord               | 46,78 s | Kevin Young | OS in Barcelona, Spanien | 6. August 1992    |
| Weltmeisterschaftsrekord | 47,46 s | Edwin Moses | WM 1987 in Rom, Italien  | 1. September 1987 |

### Rekordverbesserung
Der US-amerikanische Weltmeister Kevin Young verbesserte den bestehenden WM-Rekord im Finale am 19. August um 28 Hundertstelsekunden auf 47,18 s.

## Vorrunde
5. August 1993, 17:35 Uhr
Die Vorrunde wurde in sieben Läufen durchgeführt. Die ersten drei Athleten pro Lauf – hellblau unterlegt – sowie die darüber hinaus vier zeitschnellsten Läufer – hellgrün unterlegt – qualifizierten sich für das Halbfinale.

### Vorlauf 1
16. August 1993, 11:30 Uhr
| Platz | Name              | Nation      | Zeit (s) |
| ----- | ----------------- | ----------- | -------- |
| 1     | Samuel Matete     | Sambia      | 48,49    |
| 2     | Domingo Cordero   | Puerto Rico | 49,55    |
| 3     | Yoshihiko Saitō   | Japan       | 49,69    |
| 4     | Dries Vorster     | Südafrika   | 49,82    |
| 5     | Jean-Paul Bruwier | Belgien     | 50,05    |
| 6     | Jozef Kucej       | Slowakei    | 50,18    |
| 7     | Costas Pochanis   | Zypern      | 50,77    |

### Vorlauf 2
16. August 1993, 11:38 Uhr
| Platz | Name             | Nation      | Zeit (s) |
| ----- | ---------------- | ----------- | -------- |
| 1     | Erick Keter      | Kenia       | 49,39    |
| 2     | Olaf Hense       | Deutschland | 49,64    |
| 3     | Hidekazu Katsuki | Japan       | 49,72    |
| 4     | Miro Kocuvan     | Slowenien   | 49,73    |
| 5     | Juan Vallín      | Mexiko      | 50,90    |
| 6     | Mark Thompson    | Jamaika     | 51,04    |
| 7     | Alex Foster      | Costa Rica  | 53,13    |

### Vorlauf 3
16. August 1993, 11:46 Uhr
| Platz | Name               | Nation         | Zeit (s) |
| ----- | ------------------ | -------------- | -------- |
| 1     | Stéphane Diagana   | Frankreich     | 48,90    |
| 2     | Gary Cadogan       | Großbritannien | 49,25    |
| 3     | Rohan Robinson     | Australien     | 49,40    |
| 4     | Pedro Rodrigues    | Portugal       | 50,07    |
| 5     | Eronilde de Araújo | Brasilien      | 50,81    |
| 6     | Mark Jackson       | Kanada         | 51,15    |
| DNS   | Jean-Claude Yekpe  | Benin          |          |

### Vorlauf 4
16. August 1993, 11:54 Uhr
| Platz | Name             | Nation   | Zeit (s) |
| ----- | ---------------- | -------- | -------- |
| 1     | Derrick Adkins   | USA      | 49,18    |
| 2     | Gideon Biwott    | Kenia    | 49,27    |
| 3     | Giorgio Frinolli | Italien  | 49,42    |
| 4     | Dušan Kovács     | Ungarn   | 49,96    |
| 5     | Aleksey Bazarov  | Israel   | 50,08    |
| 6     | Vadim Zadoinov   | Moldau   | 50,24    |
| 7     | Francisco Flores | Honduras | 53,79    |

### Vorlauf 5
16. August 1993, 12:02 Uhr
| Platz | Name              | Nation              | Zeit (s) |
| ----- | ----------------- | ------------------- | -------- |
| 1     | José Pérez        | Kuba                | 49,74    |
| 2     | Oleh Twerdochleb  | Ukraine             | 50,06    |
| 3     | Fabrizio Mori     | Italien             | 50,10    |
| 4     | David Patrick     | USA                 | 50,32    |
| 5     | Fadhel Khayatti   | Tunesien            | 50,60    |
| 6     | Marek Helinurm    | Estland             | 50,73    |
| 7     | Livingstone Roach | St. Kitts und Nevis | 53,38    |

### Vorlauf 6
16. August 1993, 12:10 Uhr
| Platz | Name             | Nation  | Zeit (s) |
| ----- | ---------------- | ------- | -------- |
| 1     | Kevin Young      | USA     | 49,15    |
| 2     | Barnabas Kinyor  | Kenia   | 49,39    |
| 3     | Shunji Karube    | Japan   | 49,80    |
| 4     | Hamadou Mbaye    | Senegal | 50,05    |
| 5     | Abdelhak Lahlali | Marokko | 51,19    |
| 6     | Igor Kurochkin   | Belarus | 51,45    |
| 7     | Óscar Pitillas   | Spanien | 52,15    |

### Vorlauf 7
16. August 1993, 12:18 Uhr
| Platz | Name                  | Nation   | Zeit (s) |
| ----- | --------------------- | -------- | -------- |
| 1     | Winthrop Graham       | Jamaika  | 49,30    |
| 2     | Niklas Wallenlind     | Schweden | 49,68    |
| 3     | Sven Nylander         | Schweden | 49,70    |
| 4     | Marc Dollendorf       | Belgien  | 49,90    |
| 5     | Zeid Abou Hamed       | Syrien   | 49,96    |
| 6     | Vesa-Pekka Pihlavisto | Finnland | 51,05    |
| 7     | Chanond Kenchan       | Thailand | 51,37    |

## Halbfinale
Aus den drei Halbfinalläufen qualifizierten sich die jeweils ersten beiden Athleten – hellblau unterlegt – sowie die darüber hinaus zwei zeitschnellsten Läufer – hellgrün unterlegt – für das Finale.

### Halbfinallauf 1

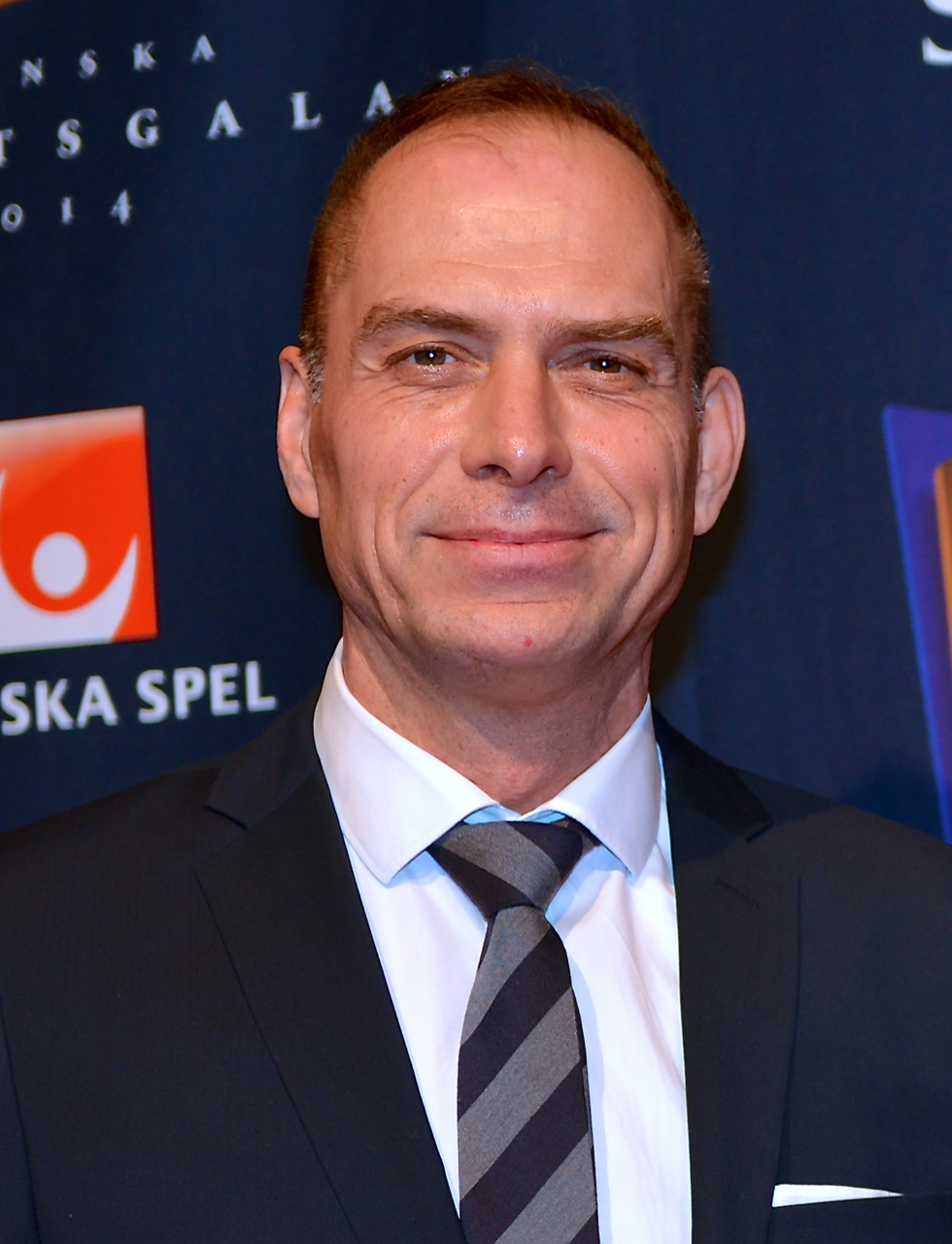
Sven Nylander (hier im Jahr 2014) erreichte als Fünfter seines Halbfinallaufs nicht den Endlauf

17. August 1993, 18:30 Uhr
| Platz | Name             | Nation         | Zeit (s) |
| ----- | ---------------- | -------------- | -------- |
| 1     | Winthrop Graham  | Jamaika        | 48,09    |
| 2     | Derrick Adkins   | USA            | 48,51    |
| 3     | Oleh Twerdochleb | Ukraine        | 48,62    |
| 4     | Barnabas Kinyor  | Kenia          | 49,06    |
| 5     | Sven Nylander    | Schweden       | 49,21    |
| 6     | Dries Vorster    | Südafrika      | 49,52    |
| 7     | Gary Cadogan     | Großbritannien | 49,59    |
| 8     | Hidekazu Katsuki | Japan          | 49,72    |

### Halbfinallauf 2
17. August 1993, 18:38 Uhr
| Platz | Name              | Nation      | Zeit (s) |
| ----- | ----------------- | ----------- | -------- |
| 1     | Samuel Matete     | Sambia      | 48,18    |
| 2     | Erick Keter       | Kenia       | 48,24    |
| 3     | Fabrizio Mori     | Italien     | 49,23    |
| 4     | José Pérez        | Kuba        | 49,34    |
| 5     | Yoshihiko Saitō   | Japan       | 49,43    |
| 6     | Marc Dollendorf   | Belgien     | 49,93    |
| 7     | Olaf Hense        | Deutschland | 50,05    |
| 8     | Niklas Wallenlind | Schweden    | 50,40    |

### Halbfinallauf 3
17. August 1993, 18:46 Uhr
| Platz | Name             | Nation      | Zeit (s) |
| ----- | ---------------- | ----------- | -------- |
| 1     | Kevin Young      | USA         | 47,99    |
| 2     | Stéphane Diagana | Frankreich  | 48,50    |
| 3     | Giorgio Frinolli | Italien     | 49,22    |
| 4     | Shunji Karube    | Japan       | 49,31    |
| 5     | Rohan Robinson   | Australien  | 49,36    |
| 6     | Gideon Biwott    | Kenia       | 49,42    |
| 7     | Domingo Cordero  | Puerto Rico | 49,62    |
| 8     | Miro Kocuvan     | Slowenien   | 49,71    |

## Finale

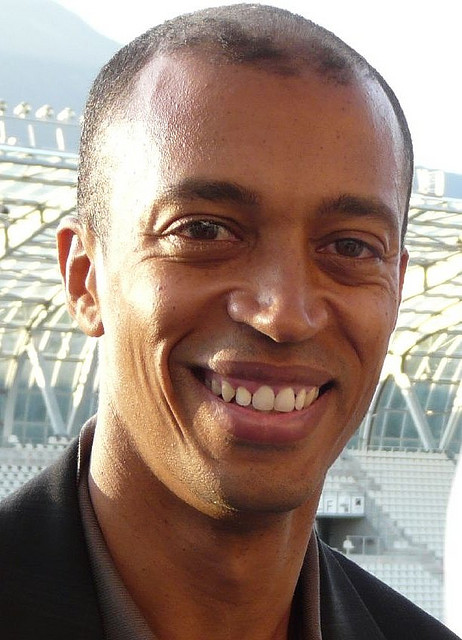
Stéphane Diagana (Foto: 2008) erreichte Platz vier – er hatte eine erfolgreiche Sportkarriere vor sich und wurde unter anderem 1997 Weltmeister
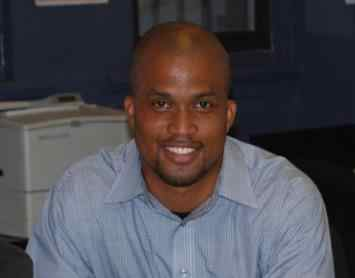
Der siebtplatzierte Derrick Adkins (hier im Jahr 2013) war der kommende Weltmeister

19. August 1993, 19:50 Uhr
| Platz | Name             | Nation     | Zeit (s) |
| ----- | ---------------- | ---------- | -------- |
| 1     | Kevin Young      | USA        | 47,18 CR |
| 2     | Samuel Matete    | Sambia     | 47,60    |
| 3     | Winthrop Graham  | Jamaika    | 47,62    |
| 4     | Stéphane Diagana | Frankreich | 47,64    |
| 5     | Erick Keter      | Kenia      | 48,40    |
| 6     | Oleh Twerdochleb | Ukraine    | 48,71    |
| 7     | Derrick Adkins   | USA        | 49,07    |
| 8     | Barnabas Kinyor  | Kenia      | 49,23    |

## Video
- Men's 400 m Hurdles Final World Champs Stuttgart 1993 auf youtube.com, abgerufen am 10. Mai 2020